# Vicente Cárcel Ortí
Vicente Cárcel Ortí (Manises, Horta Oest, País Valencià, 4 de juliol de 1940) és un historiador, bibliotecari, arxiver i sacerdot valencià.
El més gran de tres germans, Vicente Cárcel es va formar a Montcada, al Seminari Metropolità de València, i després, al Reial Col·legi Seminari de Corpus Christi a València. Ordenat sacerdot el 21 de setembre de 1963, va ser nomenat coadjutor de la parròquia de Sant Pere Apòstol de Paterna, el gener de 1962. El 1967 es va traslladar a Roma per motiu d'estudis. Allí, es va doctorar en Història Eclesiàstica per la Pontifícia Universitat Gregoriana i en Dret canònic per la Universitat Pontifícia de Sant Tomàs d'Aquino, la Universitat dels Dominics a Roma, coneguda com a 'Angelicum'. L'any 1977 va obtenir el doctorat amb premi extraordinari en Filosofia i lletres (Secció Història) per la Universitat de València.
El 1969 va entrar a treballar al Tribunal suprem de la Signatura apostòlica com a bibliotecari, compaginant el seu treball amb els estudis d'arxivística i biblioteconomia a les respectives escoles vaticanes. Sant Joan Pau II el va nomenar cap de la cancelleria, càrrec que va mantenir fins a la seva jubilació, el 2005. Des del gener de 1995 és vicari episcopal personal per als sacerdots valencians residents a Roma. També és Protonotari apostòlic super numerari des del 2005 i Prelat d'Honor de Sa Santedat des del 1989. L'any 2015 va rebre el títol de Doctor honoris causa per la Facultat de Teologia Sant Vicent Ferrer de València. El 1978 fou nomenat fill predilecte a Manises, la seva ciutat natal. Des de la seva arribada a Roma s'allotja al Pontifici Col·legi Espanyol de Sant Josep.
Expert en història de l'Església contemporània a Espanya i a Europa, les seves investigacions estan centrades en l'Arxiu Secret del Vaticà, però també en la Segona República i la Guerra Civil espanyola. Disposa d'una gran obra publicada, entre la qual hi ha més de cinquanta llibres i prop de 400 articles, sense comptar les seves col·laboracions amb diverses revistes i diaris, com L'Osservatore Romano. Entre aquestes obres, es troba un llibre sobre el pontificat de Joan Pau II. "Joan Pau II Sant. Biografia històrica" se centra en el pontificat de Karol Wojtyla, des del dia de la seva elecció, el 16 d'octubre de 1978, fins al de la seva mort, el 2 d'abril de 2005, incloent-hi la beatificació celebrada l'1 de maig del 2011. Un altre llibre seu inclou, per primera vegada, les biografies de tots els màrtirs del segle xx a Espanya amb motiu de la beatificació de 522 màrtirs espanyols de la persecució religiosa a Tarragona l'octubre de 2013. L'obra que està dividida en dos volums amb un total de tres mil pàgines inclou les biografies dels 1523 màrtirs del segle XX a Espanya publicades per ordre de beatificació. Les biografies corresponen a 11 sants i 1512 beats, elevats tots ells als altars des de la primera cerimònia de beatificació pel papa Joan Pau II celebrada el 1987 fins a la del 13 d'octubre del 2013 a Tarragona.
L'agost de 2022 Cácel Ortí va fer donació de part de la seva biblioteca personal a l'Arquebisbat de Burgos, per a ser tractada i incorporada a l'Arxiu Diocesà de Burgos, la qual servirà per enriquir el fons de l'oficina per a la 'Causa dels Sants' i per estar a disposició de tots els estudiants de la Facultat de Teologia de Burgos per a futures investigacions.

## Reconeixements[4][7]
- 'Fill predilecte' de Manises (1978)
- 'Prelat d'Honor de Sa Santedat' (1989)
- 'Protonotari apostòlic' super numerari (2005)
- 'Premi 9 d'Octubre' (2011)
- "L'Amfora d'Or", en recononeixement a la seva extensa i dilatada trajectòria professional en l'àmbit de la història civil i eclesiàstica (2012)
- 'Doctor honoris causa' per la Facultat de Teologia Sant Vicent Ferrer de València (2015)